# Henryków (województwo dolnośląskie)
Henryków (łac. Henrichovia), (niem. Heinrichau) – wieś w Polsce, na Dolnym Śląsku, położona w województwie dolnośląskim, w powiecie ząbkowickim, w gminie Ziębice.

## Demografia
Według Narodowego Spisu Powszechnego (III 2011 r.) liczył 1418 mieszkańców. Jest największą miejscowością gminy Ziębice.

## Nazwa
Nazwa miejscowości jest patronimiczna oraz pochodzi od imienia Henryk. Prawdopodobnie nadano ją na cześć fundatora Henryka Brodatego. Miejscowość pod zlatynizowaną nazwą Heinrichowe wymieniona jest w łacińskim dokumencie z 9 maja 1256, sygnowanym przez księcia Przemysła I wydanym w Poznaniu. Nazwę miejscowości w zlatynizowanych formach Heinrichow oraz Heinrichov wielokrotnie notuje wraz z sąsiednimi wsiami spisana po łacinie w latach 1269–1273 Księga henrykowska. Podaje ona także genezę nazwy: „Nunc dicemus quare totum territorium istud, in quo claustrum est fundatum, modo Heinrichow vocatur. Hic miles Heinricus (...) habuit inter Morinam et riuulum, qui transit uillam Heinrichow, unde sors huius militis modica temporis vocabatur Heinrichow et inde totum istud territorium dicitur Heinrichow.”, czyli w tłumaczeniu na język polski: „Obecnie powiemy, dlaczego całe to terytorium, na którym założony jest klasztor, nazywa się teraz Henryków. Ten rycerz Henryk (...) posiadał ziemię między Morzyną, a potokiem, który płynie przez wieś Henryków, stąd drobny źreb tego rycerza zwał się w owym czasie Henryków, dlatego też całe terytorium zowie się Henryków”.
W roku 1613 śląski regionalista i historyk Mikołaj Henel z Prudnika wymienił miejscowość w swoim dziele o geografii Śląska pt. Silesiographia podając jej łacińską nazwę: Henrichovia. Polską nazwę miejscowości w formie Henryków w książce Krótki rys jeografii Szląska dla nauki początkowej wydanej w Głogówku w roku 1847 wymienił śląski pisarz Józef Lompa.

## Historia
Pierwsza wzmianka o wsi w dokumentach w roku 1222. Opactwo cystersów zostało ufundowane przez kanonika Mikołaja, notariusza Henryka Brodatego, który zaprosił tu cystersów z Lubiąża w roku 1227. Najazd Tatarów w roku 1241 zniszczył zarówno wieś, jak i zabudowania klasztorne. Murowany romański klasztor wybudowano około roku 1270 i założono szkołę; około roku 1300 mieszkało tutaj 45 mnichów i 50 braci konwersów. W roku 1270 autor pisanej po łacinie księgi henrykowskiej wpisał w niej zdanie, uchodzące za najstarsze zachowane na piśmie zdanie w języku polskim. Kościół klasztorny stał się nekropolią Piastów ziębickich. Zachował się nagrobek Bolka II Ziębickiego i jego żony Guty.
Wiele szkód opactwu przyniosły wojny husyckie w XV wieku, wojna trzydziestoletnia w XVII wieku, a najbardziej wojny śląskie w XVIII wieku. W 1810 król pruski Fryderyk Wilhelm III na mocy edyktu zlikwidował opactwo, a jego dobra skonfiskowano. W 1812 siostra króla pruskiego, Wilhelmina Pruska (1774–1837) (późniejsza królowa Holandii), nabyła dobra henrykowskie tworząc największą na Śląsku posiadłość Hohenzollernów. Później właścicielami stali się książęta Saksonii-Weimar-Eisenach. Ostatni z nich, Wilhelm Ernest II po abdykacji 9 listopada 1918, często przebywał wraz z małżonką Feodorą w Henrykowie. Po śmierci w 1923 jego doczesne szczątki zostały złożone na terenie parku przyklasztornego.
W wyniku II wojny światowej wieś znalazła się w granicach Polski. Niemieccy mieszkańcy zostali wysiedleni w nowe granice Niemiec. W 1947 cystersi ze Szczyrzyca przejęli kościół i część klasztoru. W latach 1965–1990 w pozostałej części klasztoru mieścił się Zespół Szkół Rolniczych, którego założycielem i pierwszym dyrektorem był Jan Szadurski.
W latach 1945–1954 wieś należała i była siedzibą gminy Henryków. W latach 1954–1972 wieś należała i była siedzibą władz gromady Henryków. W latach 1975–1998 miejscowość administracyjnie należała do województwa wałbrzyskiego.
W 1990 opactwo pocysterskie z inicjatywy kard. Henryka Gulbinowicza przeszło w ręce Kościoła. Obecnie w Henrykowie posługę parafialną pełni 4 ojców cystersów. Prowadzą parafię oraz zajmują się katechizacją dzieci i młodzieży. Większość budynku klasztornego zajmują uczniowie Katolickiego Liceum Ogólnokształcącego im. bł. Edmunda Bojanowskiego (KLO) oraz alumni pierwszego roku (Annus Propedeuticus) Metropolitarnego Wyższego Seminarium Duchownego Archidiecezji Wrocławskiej. W 1997 utworzono Dom Opieki Caritas im. św. Jadwigi Śląskiej.

## Zabytki
Do wojewódzkiego rejestru zabytków wpisane są:
- historyczny układ urbanistyczny, z XIII-początek XX w.
- kościół pomocniczy pw. św. Andrzeja, z lat: 1316, 1616, 1846
- zespół klasztorny oo. cystersów:
  - kościół klasztorny parafialny pw. Wniebowzięcia Najświętszej Marii Panny i św. Jana, wczesnogotycki z lat 1230–1270, pierwszej połowy XIV w., końca XVII w., XVIII w.
  - mauzoleum Piastów, z XIII w.
  - pomnik Świętej Trójcy, z XVIII w.
  - klasztor, wczesnobarokowy z lat 1682–1685
  - oficyna zachodnia, z końca XVII w., 1730 r.
  - stajnie – oficyna północna, koniec XVII w., 1730 r.
  - wozownia, z pierwszej połowy XVII w., przełomu XIX/XX w.
  - szpital – infirmeria, z końca XVII w., drugiej połowy XIX w.
  - dawna szkoła łacińska, z 1730 r.
  - budynek bramy Dolnej, z 1680 r.
  - budynek bramny, z przełomu XVII/XVIII w.
  - budynek bramy Górnej, z 1701 r.
  - dom czeladzi, z 1588 r.
  - fragment obwarowania, z trzeciej ćwierci XVI w.
  - zespół ogrodu opackiego
    - pawilon ogrodowy, z lat 1720–1727
    - oranżeria, z 1727 r.
    - mur klasztorny – ogrodzenie ogrodu, murowane z bramami ogrodowymi, z około 1730 r.
    - dom ogrodnika, z około 1730 r.

  - park krajobrazowy w stylu angielskim, z XIX w. Rośnie w nim trzeci pod względem wieku cis w Polsce[14].
- spichrz, ul. Henryka Brodatego, z lat 1723–1724

inne zabytki zespołu:
- nowicjat cystersów
- dawny dwór grangii cysterskiej
- baszta
- most na Oławie

## Szlaki turystyczne
- Ząbkowice Śląskie – Bobolice – Cierniowa Kopa – Zameczny Potok – Muszkowicki Las Bukowy – Muszkowice – Henryków – Raczyce – Witostowice – Nowolesie – Nowoleska Kopa – Kalinka – Nowina – Dzierzkowa – Przeworno – Krzywina – Garnczarek – Skrzyżowanie pod Dębem – Biały Kościół
- Nowina – Rozdroże pod Mlecznikiem – Raczyce – Henryków – Skalice – Skalickie Skałki – Skrzyżowanie nad Zuzanką – Bożnowice – Ostrężna – Miłocice – Gromnik – Jegłowa – Żeleźnik – Wawrzyszów – Grodków – Żarów – Starowice Dolne – Strzegów – Rogów – Samborowice – Szklary – Wilemowice leśniczówka – Biskupi Las – Dębowiec – Ziębice[15]